# Giancarlo Primo
Giancarlo Primo (nacido el 04 de noviembre de 1924 en Roma, Italia y muerto el 27 de diciembre de 2005  en Civita Castellana) es un exjugador  y entrenador italiano de baloncesto. Como seleccionador italiano consiguió dos medallas de bronces en Eurobaskets.

## Equipos

### Jugador
- Ginnastica Roma

### Entrenador
- 1956-1957  Ginnastica Roma
- 1969-1979 Italia
- 1980-1982  Pallacanestro Livorno
- 1982-1983 Pallacanestro Cantú
- 1983-1984  Ginn. Goriziana
- 1984-1985  Libertas Livorno
- 1987-1989  Virtus Roma

## Palmarés
- Euroliga: 1

Pallacanestro Cantú 1983.
- Copa Intercontinental: 1

Pallacanestro Cantú 1982.